# Coppa Italia Dilettanti (Fase Interregionale) 1981-1982
La fase Interregionale della Coppa Italia Dilettanti 1981-1982 è un trofeo di calcio cui partecipano le squadre militanti nel Campionato Interregionale 1981-1982. Questa è la 1ª edizione. Le 3 squadre superstiti si qualificano per i quarti di finale della Coppa Italia Dilettanti 1981-1982 assieme alle 5 della fase Promozione.

## Primo turno
| Squadra 1               | Totale      | Squadra 2                 | Andata     | Ritorno     |
| ----------------------- | ----------- | ------------------------- | ---------- | ----------- |
| PRIMO TURNO             | PRIMO TURNO | PRIMO TURNO               | 06.09.1981 | 13.09.1981  |
| (LOM) Leffe             | 3 – 2       | Caratese (LOM)            | 2 – 0      | 1 – 2       |
| (FVG) Sacilese          | 0 – 1       | Pro Aviano (FVG)          | 0 – 1      | 0 – 0       |
| (FVG) Pro Tolmezzo      | 0 – 5       | Pro Gorizia (FVG)         | 0 – 1      | 0 – 4       |
| (FVG) Trivignano        | 0 – 4       | Opitergina (VEN)          | 0 – 0      | 0 – 4       |
| (FVG) Monfalcone        | 3 – 2       | Jesolo (VEN)              | 1 – 1      | 2 – 1       |
| (PUG) Lucera            | ? – ?       | San Salvo (ABR)           | ? – ?      | ? – ?       |
| (BAS) Bernalda          | 5 – 4 (dtr) | Trebisacce (CAL)          | 0 – 0      | 5 – 4 (dtr) |
| (BAS) Avigliano         | ? – ?       | Melfi (BAS)               | ? – ?      | 4 – 3 (dtr) |
| (BAS) Lavello           | ? – ?       | Canosa (PUG)              | ? – ?      | ? – ?       |
| (PUG) Noicattaro        | ? – ?       | Bisceglie (PUG)           | ? – ?      | ? – ?       |
| (PUG) Fidelis Andria    | ? – ?       | Trani (PUG)               | ? – ?      | ? – ?       |
| (PUG) Fasano            | ? – ?       | Toma Maglie (PUG)         | ? – ?      | ? – ?       |
| (PUG) Nardò             | ? – ?       | Grottaglie (PUG)          | ? – ?      | ? – ?       |
| (PUG) Gioventù Brindisi | ? – ?       | Pro Italia Galatina (PUG) | ? – ?      | ? – ?       |

## Secondo turno
| Squadra 1         | Totale        | Squadra 2        | Andata     | Ritorno    |
| ----------------- | ------------- | ---------------- | ---------- | ---------- |
| SECONDO TURNO     | SECONDO TURNO | SECONDO TURNO    | 14.10.1981 | 28.10.1981 |
| (LOM) Leffe       | 3 – 1         | Lonato (LOM)     | 3 – 0      | 0 – 1      |
| (FVG) Pro Aviano  | ?             | Pievigina (VEN)  | 1 – 5      | ?          |
| (FVG) Pro Gorizia | 2 – 0         | Monfalcone (FVG) | 0 – 0      | 2 – 0      |

## Terzo turno
| Squadra 1       | Totale      | Squadra 2         | Andata     | Ritorno    |
| --------------- | ----------- | ----------------- | ---------- | ---------- |
| TERZO TURNO     | TERZO TURNO | TERZO TURNO       | 18.11.1981 | 09.12.1981 |
| (LOM) Leffe     | 4 – 2       | Borgomanero (PIE) | 4 – 0      | 0 – 2      |
| (VEN) Contarina | 3 – 3 (dtr) | Pro Gorizia (FVG) | 2 – 1      | 1 – 2      |

## Quarto turno
| Squadra 1         | Totale       | Squadra 2         | Andata     | Ritorno    |
| ----------------- | ------------ | ----------------- | ---------- | ---------- |
| QUARTO TURNO      | QUARTO TURNO | QUARTO TURNO      | 06.01.1982 | 31.01.1982 |
| (LOM) Leffe       | 3 – 3 (gfc)  | Pievigina (VENG)  | 1 – 0      | 2 – 3      |
| (FVG) Pro Gorizia | 3 – 3 (gfc)  | Trevigliese (LOM) | 3 – 1      | 0 – 2      |

## Quinto turno
| Squadra 1   | Totale      | Squadra 2     | Andata | Ritorno |
| ----------- | ----------- | ------------- | ------ | ------- |
| (LOM) Leffe | 2 – 2 (dtr) | Rapallo (LIG) | 1 – 1  | 1 – 1   |

## Ottavi di finale
| Squadra 1   | Totale | Squadra 2   | Andata | Ritorno |
| ----------- | ------ | ----------- | ------ | ------- |
| (LOM) Leffe | 3 – 0  | Angri (CAM) | 1 – 0  | 2 – 0   |

## Verdetti
Canosa, Leffe e Trevigliese accedono ai quarti di finale della Coppa Italia Dilettanti 1981-1982.